# Anachis costellata
Anachis costellata is een slakkensoort uit de familie van de Columbellidae. De wetenschappelijke naam van de soort is voor het eerst geldig gepubliceerd in 1829 door Broderip & G.B. Sowerby I.